# David Woodfield
David Woodfield (Leamington Spa, 11 ottobre 1943 – 1º maggio 2025) è stato un allenatore di calcio e calciatore inglese, di ruolo difensore.

## Carriera

### Calciatore
Cresciuto nel Wolverhampton, esordì in prima squadra con i Wolves nella First Division 1961-1962 ottenendo il diciottesimo posto finale. La stagione seguente ottenne il quinto posto finale ed il sedicesimo posto nella First Division 1963-1964. Nella First Division 1964-1965 retrocesse in cadetteria a seguito del ventunesimo posto ottenuto.
In cadetteria ottenne il sesto posto finale nel 1965-1966 mentre la stagione successiva, grazie al secondo posto ottenuto, venne promosso in massima serie.
Con i Wolves disputò l'unica edizione del campionato della United Soccer Association, lega che poté fregiarsi del titolo di campionato di Prima Divisione su riconoscimento della FIFA nel 1967: quell'edizione della Lega fu disputata utilizzando squadre europee e sudamericane in rappresentanza di quelle della USA, non avendo avuto queste il tempo di riorganizzarsi dopo la scissione che diede vita al campionato concorrente della National Professional Soccer League; la squadra di Los Angeles fu rappresentata per l'appunto dal Wolverhampton. I "Wolves" vinsero la Western Division e batterono in finale i Washington Whips rappresentati dagli scozzesi dell'Aberdeen.
L'anno seguente si chiuse al diciassettesimo posto finale mentre quello successivo al sedicesimo.
Nella stagione 1969-1970, l'ultima con i Wolves, ottenne il tredicesimo posto finale.
Nel 1971 passò al Watford, militante nella cadetteria inglese. Ottenne il ventiduesimo ed ultimo posto nella stagione 1971-1972, retrocedendo in terza serie. Nella stagione seguente ottenne il diciannovesimo posto, a cui seguì, nell'ultimo torneo disputato prima del ritiro, il settimo nella Third Division 1973-1974.

### Allenatore
Lasciato il calcio giocato, Woodfield entrò nello staff del Watford. Dal 1978 al 1979 guidò la nazionale saudita.

## Palmarès
- Campionato statunitense di calcio: 1

Los Angeles Wolves: 1967